# Comuna Liudîn, Dubrovîțea
Liudîn (în ucraineană Людинь) este o comună în raionul Dubrovîțea, regiunea Rivne, Ucraina, formată din satele Liudîn (reședința), Partîzanske, Rudnea și Zolote.

## Demografie
Componența lingvistică a comunei Liudîn
     Ucraineană (99,35%)
     Alte limbi (0,56%)
Conform recensământului din 2001, majoritatea populației comunei Liudîn era vorbitoare de ucraineană (99,35%), existând în minoritate și vorbitori de alte limbi.